# ゴールドホルダー
ゴールドホルダーとは、日本商工会議所が実施するパソコンのタッチタイピングの能力を技能検定するキータッチ2000テストで、課題の全てを完全に入力できた者に授与される称号である。

## キータッチ2000におけるゴールドホルダー
キータッチ2000テストの試験は日本商工会議所の指定する試験会場において試験用CD-ROMを使って行う「CD-ROM試験」と、ネット試験会場でインターネットから試験問題をダウンロードして行う「ネット試験」の2種類のうち、いずれかで受験する。
受験者全員に技能認定証明書が交付される他、10分以内に2,000字を打ち込んだ受験生にゴールドホルダーの称号が授与される。